# Пиринска ливадина
Пиринската ливадина (Poa jordanovii Stoj. & Acht.) е многогодишно тревисто растение от семейство Житни (Poaceae), балкански субендемит. Вписано е в Червената книга на България и в Закона за биологичното разнообразие като уязвим вид. Носи името на акад. Даки Йорданов.

## Описание
Пиринската ливадина е многогодишно туфесто, нежно, светлосиво-зелено растение. Стъблата му са с височина между 5 и 20 cm. Листата са теснолисти до нишковидни.
Съцветието е конична, рехава метлица, дълга до 4 cm, с дълги тънки клонки и голям брой класчета, които са 3 – 4-цветни. Двете плеви са с почти еднаква дължина, долната плевица е 3 – 3,5 mm.
Плодът представлява зърно. Цъфти през юли – август, плодоноси през август – септември. Опрашва се от вятъра. Размножава се със семена, които са леки и се разнасят от вятъра, от поройни дъждове и чрез копитата и козината на животни.

## Разпространение
Видът обитава открити скалисти места в алпийския и субалпийския пояс. Участва в отворени тревни съобщества, развити върху скелетни до плитки почви или скален рохляк с мраморна скална основа. Популациите му са малочислени, върху площ от 20 до 100 m2 и численост от 20 до 80 индивида.
Среща се в Северен Пирин на 2100 – 2700 m н. в., в Гърция и Турция.

## Застрашеност
Пиринската ливадина е с малка численост и площ на популациите. Репродуктивността ѝ е слаба поради късия вегетационен сезон, възпрепятстващ узряването на семената. Застрашена е от пашата, тъй като растенията са нежни и сочни и са предпочитани от животните, както и от съседството с туристически пътеки, водещо до стъпкване и увреждане от туристи.

## Опазване
За да бъде опазена, пиринската ливадина е обявена за защитен вид съгласно Закона за биологичното разнообразие. Включена е в 1997 IUCN Red List of Threatened Plants. Находищата ѝ са в границите на национален парк „Пирин“, а някои и в резервата „Баюви дупки – Джинджирица“ и попадат в защитена зона от Европейската екологична мрежа „Натура 2000“ в България. Вписана е в Червената книга на България.